# André Messelis
André Messelis (Ledegem, 17 februari 1931 – Kortemark, 17 februari 2022) was een Belgisch wielrenner. Hij was beroepsrenner van 1955 tot 1969. Hij is de vader van de veldrijder Ivan Messelis.

## Overwinningen
Messelis won 22 wedstrijden bij de beroepsrenners, hierbij de belangrijkste zeges:
1955
- Een rit en eindklassement Ronde van België voor de onafhankelijken

1961
- Omloop van Midden-Vlaanderen
- Droeg een aantal dagen de leiderstrui in de Ronde van Spanje in 1961

1962
- Omloop van Midden-Vlaanderen
- Eindklassement Tour du Nord
- E3 Harelbeke
- Kampioenschap van Vlaanderen
- Flèche Hesbignonne-Cras Avernas

1963
- Roubaix - Cassel - Roubaix

1964
- Gullegem Koerse

## Resultaten in voornaamste wedstrijden
| Jaar | Milaan-San Remo | Gent-Wevelgem | Ronde van Vlaanderen | Parijs-Roubaix | E3 Harelbeke | Waalse Pijl |
| ---- | --------------- | ------------- | -------------------- | -------------- | ------------ | ----------- |
| 1961 |                 |               |                      | 77e            |              |             |
| 1962 |                 | 74e           |                      |                | ↑            |             |
| 1963 | 71e             |               |                      |                |              |             |
| 1965 |                 | 39e           |                      | 22e            | 4e           |             |
| 1966 |                 |               |                      | 57e            |              | 6e          |
| 1967 | 49e             |               | 69e                  |                |              |             |